# If then else
if_then_else ist das sechste Musikalbum der niederländischen Progressive-Rock-Band The Gathering. Das Album wurde am 3. Juli 2000 via Century Media veröffentlicht. Es war das letzte Studioalbum für Century Media.

## Entstehung
Die Lieder wurden während der Tourneen zum Vorgängeralbum How to Measure a Planet? geschrieben. Zum ersten Mal produzierten The Gathering ein Album in Eigenregie. Die Aufnahmen fanden gleichzeitig in drei verschiedenen Studios statt. Zunächst wurden innerhalb von zwölf Tagen in Koeienverhuurbedrijf Studio das Schlagzeug aufgenommen. Danach folgte eine kleine Tournee durch die Niederlande, bevor im S&K Studio Gitarre, Bass, Keyboard sowie die Streichinstrumente aufgenommen wurden. Zuletzt kehrte die Band in das Koeienverhuurbedrijf Studio zurück um die Gitarrensoli und den Gesang aufzunehmen. Insgesamt wurden 17 Lieder geschrieben, von denen elf für das Album verwendet wurden. Das Lied „Amity“ entstand noch während der Aufnahmen aus einer Jamsession heraus.
Gemischt und gemastert wurde if_then_else von Attie Bauw im Bauwhaus in Amsterdam. Während dieses Prozesses hatte Bauw mit technischen Problemen zu kämpfen, da die verschiedenen Aufnahmeformate (Tonband, A-DAT und Pro Tools) nicht miteinander kompatibel waren.

## Hintergrund
Die meisten Lieder behandeln das Thema der Geschwindigkeit der menschlichen Entwicklung. In einem Interview erklärte die Sängerin Anneke van Giersbergen, dass jeder Mensch bei dem hohen Tempo dieser Entwicklung Pausen braucht, um frische Energie zu schöpfen. Das Albumcover, welches im Bahnhof von Nijmegen aufgenommen wurde, verdeutlicht diese Aussage. Auf der Vorderseite sieht man vorbeikommende Passanten, die aufgrund ihres schnellen Gehens schwer erkennbar sind. Auf der Coverrückseite sieht man die Bandmitglieder, wie sie stehend das Geschehen beobachten. Der Albumtitel if_then_else bezieht sich auf den Standard-Verzweigungsbefehl vieler Programmiersprachen.
Das Lied „Colorado Incident“ bezieht sich auf eine Erfahrung der Band auf der vorangegangenen US-Tournee. Wegen Überbuchung, Erschöpfung und Krankheit musste die Band ein Konzert in Colorado absagen. Zwischen „Analog Park“ und „Herbal Movement“ hört man Auszüge aus dem Kinderbuch Alice im Wunderland. Am Ende von „Beautiful War“ hört man den Torjubel von Fußballfans. Neben „Beautiful War“ befinden sich mit dem abschließenden „Pathfinder“ zwei Instrumentale auf dem Album. „Herbal Movement“ ist ein Lied über natürliche Drogen. Bad Movie Scene befasst sich damit, dass das Leben manchmal unfair ist.

## Rezeption
if_then_else wurde von der Musikpresse vornehmlich positiv angenommen. Laut des damaligen Metal-Hammer-Chefredakteurs Robert Müller setzt das Album den Weg des Vorgängeralbums konsequent fort, ist dabei „kompakter, mit mehr Gitarrendröhnen angereichert, zugänglicher und wärmer ausgefallen“. Müller vergab sechs von sieben Punkten. Boris Kaiser vom Rock-Hard-Magazin beschrieb das Album als ein qualitativ überdurchschnittliches Werk, welches aber eher als Bindeglied zwischen Nighttime Birds und How to Measure a Planet? gepasst hätte. Hingegen war Thorsten Gürntke von den Babyblauen Seiten der Meinung, dass if_then_else „nicht an die Klasse von Alben wie How to Measure a Planet? oder Mandylion heranreicht“ und das einige Lieder „zu langatmig sein“. Gürntke bewertete das Album mit sieben von 15 Punkten.
In den deutschen Albumcharts erreichte if_then_else mit Platz 76 die höchste Platzierung der Bandgeschichte in Deutschland. Im Heimatland der Band, den Niederlanden, reichte es für Platz 47.

## Titelliste
1. Rollercoaster – 4:45
2. Shot to Pieces – 4:10
3. Amity – 5:57
4. Bad Movie Scene – 3:49
5. Colorado Incident – 4:53
6. Beautiful War – 2:32
7. Analog Park – 6:05
8. Herbal Movement – 4:10
9. Saturnine – 5:11
10. Morphia’s Waltz – 6:37
11. Pathfinder – 4:38

## Singleauskoppelungen

### Rollercoaster
Vorab wurde das Lied „Rollercoaster“ als Single ausgekoppelt. Neben dem Titellied enthält die Single das Titellied des Filmes The Cyclist und eine Liveversion des Liedes „Leaves“, welches die Band 1996 mit dem Metropol Orchestra aufgenommen hat. Dazu ist das Musikvideo für „Liberty Bell“ zu sehen.
1. Rollercoaster (Radio Edit) – 03:58
2. Theme From „The Cyclist“ – 03:20
3. Leaves (Live With The Metropol Orchestra) – 04:10
4. Liberty Bell (CD-ROM Videoclip)

### Amity
Als zweite Single wurde das Lied „Amity“ ausgekoppelt. Neben einer Radioversion befindet sich das Titellied in vier Remixversionen sowie in einer Liveversion auf der Single. Darüber hinaus gibt es mit „Life is What You Make It“ eine Talk-Talk-Coverversion zu hören. Das Cover der Single zeigt ein Kindheitsfoto der Brüder Hans und René Rutten, auf dem die Bandmitglieder sechs bzw. drei Jahre alt waren.
1. Amity (radio mix) – 04:01
2. Life is What You Make It – 04:52
3. Amity (TripPopRadio mix) – 03:54
4. Amity (TimeCode audio remix) – 07:40
5. Amity (extended Trip Remix) – 06:28
6. Amity (three People remix) – 04:33
7. Amity (live at Isabelle) – 6:12